# Bill Melchionni
William P. «Bill» Melchionni (nascut el 19 d'octubre de 1944 a Filadèlfia, Pennsilvània) és un exjugador de bàsquet estatunidenc que va jugar durant dues temporades en l'NBA i altres 7 en l'ABA. Amb 1,85 metres d'alçada, ho feia en la posició de base. És germà del també exjugador professional Gary Melchionni.